# Yonsei Universiteit
De Yonsei Universiteit (Koreaans: 연세대학교 ) is een christelijke private onderzoeksuniversiteit gevestigd in Seoel, Zuid-Korea. De Medische School van de Yonsei Universiteit dateert van 1885, waarmee het een van de oudste universiteiten van het land is.
In de QS World University Rankings van 2020 staat de Yonsei Universiteit wereldwijd op een 104e plaats, waarmee het de zesde Zuid-Koreaanse universiteit op de ranglijst is.